# Atletismo nos Jogos Pan-Americanos de 2003 - 10000 m feminino
A prova dos dos 10000 m rasos feminino nos Jogos Pan-Americanos de 2003 foi realizada em 8 de agosto de 2003. Adriana Fernández ganhou o segundo título, após ter vencido a prova dos 5000 m feminino.

## Calendário
| Data        | Fase  |
| ----------- | ----- |
| 8 de agosto | Final |

## Medalhistas
| Ouro   | MEX Adriana Fernández |
| Prata  | CUB Yudelkis Martínez |
| Bronze | COL Bertha Sánchez    |

## Recordes
Recordes mundial e pan-americano antes da disputa dos Jogos Pan-Americanos de 2003.
| Tipo                             | Atleta            | Tempo    | Local    | Data                  |
| -------------------------------- | ----------------- | -------- | -------- | --------------------- |
|                                  | Wang Junxia       | 29:31.78 | Pequim   | 8 de setembro de 1993 |
| Recorde dos Jogos Pan-Americanos | Adriana Fernández | 32:56.51 | Winnipeg | 28 de julho de 1999   |

## Resultados
| Posição | Atleta                     | Tempo    |
| ------- | -------------------------- | -------- |
| 1       | MEX Adriana Fernández      | 33:16.05 |
| 2       | CUB Yudelkis Martínez      | 33:55.12 |
| 3       | COL Bertha Sánchez         | 33:56.17 |
| 4       | USA Kimberly Fitchen-Young | 34:15.09 |
| 5       | MEX Madaí Pérez            | 34:27.71 |
| 6       | USA Jennifer Crain         | 34:40.19 |
| 7       | GUA Elsa Monterroso        | 36:24.23 |
| 8       | CHI Luz Silva              | 37:11.17 |